# 플로리다 팬핸들

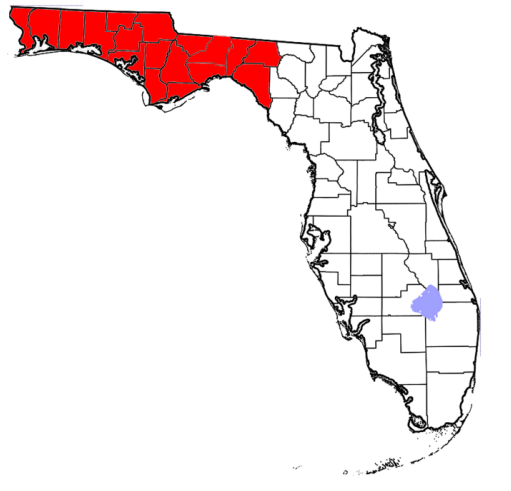

플로리다 팬핸들(Florida panhandle)은 미국 플로리다주 북서부 지역을 일컫는 명칭으로 길이가 약 320km인 돌출지다. 북서쪽으로 앨라배마주, 북쪽으로 조지아주, 남쪽으로 멕시코만과 접하고 있다. 플로리다 팬핸들 지역에서 가장 큰 도시는 주도인 탤러해시고 이외에도 펜서콜라, 패너마시티비치 등이 있다.